# Heilsbronn
Heilsbronn település Németországban, azon belül Bajorországban. Lakosainak száma 9832 fő (2023. december 31.). Heilsbronn Großhabersdorf, Roßtal, Rohr, Neuendettelsau, Windsbach, Petersaurach és Dietenhofen községekkel határos.

## Népesség
A település népessége az elmúlt években az alábbi módon változott:
| Lakosok száma | 998  | 3464 | 6659 | 7409 | 9089 | 9186 | 9347 | 9511 | 9825 | 9832 |
|               | 1875 | 1950 | 1975 | 1987 | 2012 | 2014 | 2016 | 2017 | 2021 | 2023 |